# Hans Schulze
Hans Schulze   (Magdeburg, 25 d'agost de 1911 - Wuppertal, 26 de gener de 1992) va ser un waterpolista i entrenador alemany que va competir durant les dècades de 1920 i 1930.
El 1932 va prendre part en els Jocs Olímpics de Los Angeles, on va guanyar la medalla de plata en la competició de waterpolo. Quatre anys més tard, als Jocs de Berlín, revalidà la medalla de plata en la mateixa competició. En el Campionat d'Europa fou segon el 1931, 1934 i 1938. Guanyà la lliga alemanya amb el Hellas SC Magdeburg de 1928 a 1931 i el 1933. Fou entrenador de l'equip nacional als Jocs de 1956 i 1960.